# Duncan J. Watts
Duncan J. Watts es profesor de sociología en la Universidad de Columbia y autor del libro "Seis grados: la ciencia de una edad conectada" (2003). En 1998 publicó con Steven Strogatz un célebre artículo en la revista Nature, en el que aportaban un modelo teórico del mundo pequeño, esto es, una red compleja en la que, a pesar de tener un enorme número de nodos, la distancia media entre estos es muy pequeña.
Watts también pertenece al Instituto de Santa Fe.
- Datos: Q1265475